# Mbombela
Mbombela (tên cũ là Nelspruit) là thành phố ở đông nam Nam Phi, thủ phủ tỉnh Mpumalanga. Thành phố nằm bên sông Krokodil, cách biên giới với Mozambique 100 km về phía tây, cách Johannesburg 330 km về phía đông. Dân số năm 2000 là 221.474 người. Thành phố này được đặt tên theo 3 anh em nhà Nel, những nông dân người châu Phi. Thành phố này là một trung tâm thương mại và công nghiệp với các ngành mía đường, đồ gỗ, giấy. Đây là một nơi nghỉ của khách đến tham quan Vườn quốc gia Kruger cách đó 40 km. Thành phố được kết nối bằng đường sắt và đường hàng không với hai sân bay, sân bay chính là Kruger Mpumalanga. Nelspruit được thành lập năm 1905. Trong thời kỳ Chiến tranh Boer (1899-1902), thành phố này là thủ phủ của chính quyền Nam Phi Cộng hòa (không nên nhầm lẫn với Cộng hòa Nam Phi) độc lập, Cộng hòa Boer.